# Свислочь (город)
Сви́слочь (бел. Сві́слач, пол. Świsłocz) — город на юго-западе Гродненской области Беларуси. Административный центр Свислочского района.
Численность населения — 5 851 человек (на 1 января 2025 года).

## География
Город Свислочь находится в 82 км от Гродно, 30 км от Волковыска и в 15 км от Государственной границы с Республикой Польша.
Площадь города 425 гектаров.

## Транспортная система

### Дороги
Черту города пересекает железная дорога Хайнувка (Польша) — Свислочь — Волковыск, автомобильными дорогами город Свислочь связан с городами Гродно, Волковыск, г. п. Порозово, деревней Стоки.
В городе расположен филиал «Свислочь» АП № 4 города Волковыска. Город Свислочь связан прямым автобусным сообщением с Минском, Гродно, Брестом, Волковыском, Пружанами и др. населёнными пунктами.
В двух километрах от города расположена железнодорожная станция Свислочь (в пригородном посёлке Мельново), через которую проходит много грузов в Республику Польша и наоборот. В черте города находится остановочный пункт «Свислочь». Прямым пассажирским железнодорожным сообщением город связан с городом Волковыск.

### Улицы
В городе более 51 улиц и переулков общей протяжённостью 25,1 км.

## Геральдика
Герб и флаг учреждены Указом Президента Республики Беларусь от 14 июня 2007 года № 279 и зарегистрированы в Государственном геральдическом регистре 4 июня 2009 года № Б-108 и № Б-109. Одобрены решением Свислочского районного Совета депутатов от 28 апреля года № 105.

## История

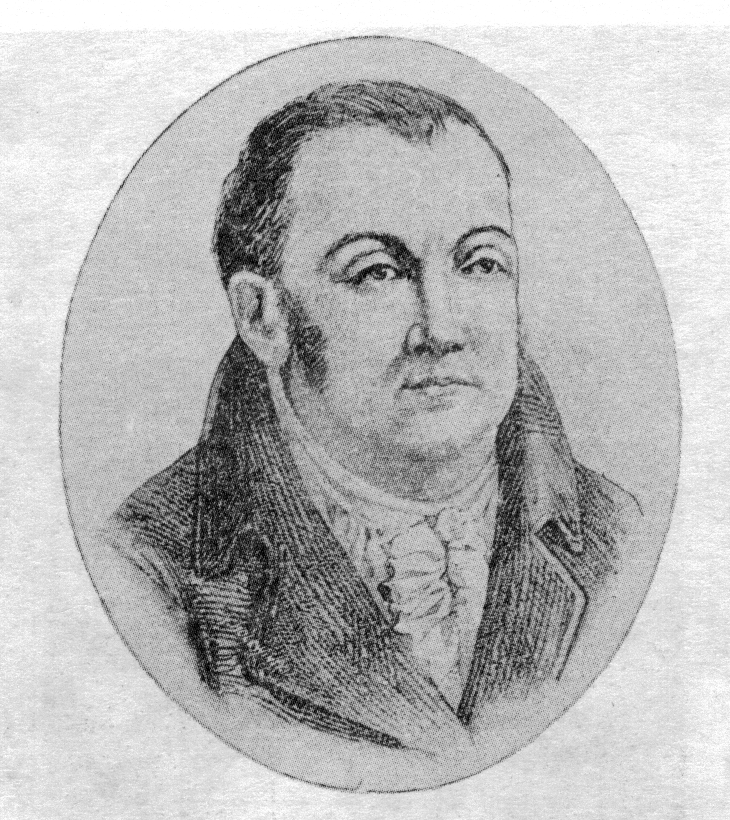
Граф Винцент Тышкевич

Город Свислочь — один из древнейших городов Беларуси, который имеет богатую историю.
Точная дата основания города неизвестна. Ею считается первое упоминание в Ипатьевской летописи, датированное 1256 годом:

Поиде Данило на Ятвязе с братом и сыном Львомъ и с Шварном младоу соушоу емоу и посла по Романа в Новъгородонъ и со Изяславом со Вислочьскимъ и со всего сторонеи приде Самовить со Мазовшаны и помочь о Болеслава со Соудимирцы и Краковляны
— Я. Г. Зверуго. Древний Волковыск X—XIV вв. Мн., 1975. С. 135. Полное собрание русских летописей, Москва, 1962, столбец 831 над 1256 годом)
В древности здесь проживали балтские и славянские племена, позже появились татары, ещё позже — евреи. Название Свислочь может быть связано с финно-угорским словом визлач — «быстрина (в реке)».
Город разрастался благодаря своему очень выгодному географическому положению и уже в 1523 году получил статус местечка. В 1560 году в городе существовала начальная школа при кальвинистском сборе. С 1563 года городом Свислочь и окружающими землями владел Ян Ходкевич, который в 1572 году обменял Свислочь на Ляховичи. А в 1581 году местечко опять переходит к Ходкевичам. В 1594 году продано Себастьяну Покошу.
С 1663 по 1667 год местечко Свислочь было под оккупацией шведской армии.
С 1666 года владельцем местечка был прусский землевладелец Кришпин-Киршенштейн. Он в 1668 году построил в Свислочи костёл и открыл при нём парафиальную школу.
Важное место занимает период с 1778 года, когда хозяином местечка стал Винцент Тышкевич, сенатор Великого княжества Литовского, женатый на Терезе, племяннице короля Речи Посполитой Августа Понятовского. Он произвёл реконструкцию Свислочи — первым произвёл планировку города, разбив его на улицы. Обустроил в центре местечка большую базарную площадь, где проходили знаменитые ярмарки, которые по товарообороту уступали только Зельвенской. В Свислочи был свой театр и зверинец, а также красивый парк, 20-метровый обелиск с золотым шпилем на площади, арки на каждом въезде в местечко.
В 1805 году Тышкевич основал в Свислочи за свой счёт Гродненскую губернскую гимназию, которая просуществовала до 1845 года. В 1825 году здесь преподавал историю и географию Ян Чечот, известный фольклорист. Было очень много известных учителей. Гимназия славилась своим вольнодумством. Три тайных общества существовали в гимназии: филареты, филоматы, общество «Заряне».
С 1845 года гимназия стала классической без статуса губернской (за участие в польском восстании 1830-31 гг.). Затем она превращена в прогимназию за участие в восстании К. Калиновского (1863-64 гг.).
Позже была открыта Свислочская учительская семинария (1876 год). Просуществовала до 1921 года.
Гимназию и семинарию окончили много известных личностей: Наполеон Орда, Кастусь Калиновский, Винсент Калиновский (брат Кастуся Калиновского), Ромуальд Траугутт, В. Гельтман, Т. Августинович, Л. Боровский, Ю. Крашевский и др.
Во время восстания 1863—1864 гг. под руководством К. Калиновского Свислоччина стала местом, где происходили бои и столкновения повстанцев с царскими карателями. К. Калиновский с В. Врублевским издали семь номеров газеты «Мужыцкая праўда».
В 1884 году в Свислочи начал врачебную практику Адольф Битнер, создатель знаменитого бальзама Битнера. Позже около Свислочи за свой счёт Битнер основал лечебницу, где лечил жителей окрестных деревень, причём бедных — бесплатно.
14 августа 1915 года город был оккупирован кайзеровскими войсками. Немцы установили режим террора и насилия. Но они позволили открыть в октябре 1916 года белорускоязычную учительскую семинарию. Директорами семинарии были Р. Абихт и Б. А. Почобко. За два года деятельности подготовлено 144 учителя.
В начале 1919 года образован Свислочский волостной Совет. Но через месяц город был оккупирован легионерами Пилсудского.
С марта 1921 года по 21 сентября 1939 года город был в составе Западной Беларуси. За это время пришла в упадок промышленность, сельское хозяйство, культурная жизнь, образование, охрана здоровья. Здесь существовала польскоязычная учительская семинария, гимназия. Подпольно существовали ячейки БКРГ, ТБШ и КПЗБ.
26 июня 1941 года Свислочь был оккупирован немецкой армией. С первых дней они проводили грабежи, установили жестокий оккупационный порядок. В ноябре 1941 года все евреи были поселены в гетто. 1 ноября 1942 года гетто в составе 1536 человек было расстреляно в урочище Вишевник около города.
С первых дней на территории Свислочского района началась массовая борьба с врагом. Были созданы Свислочский подпольный райком КП(б)Б, райком ЛКСМБ. Издавалась подпольная газета «Свислочская правда»
17 июля 1944 года город был освобождён. Перед отступлением фашисты сожгли большинство построек, уцелело всего 5 процентов домов. После освобождения началось восстановление города. Возобновили свою работу больница, почта, милиция, положительные сдвиги наблюдались в строительстве. Восстанавливались железные дороги, мосты, связь.
20 октября 1995 года административные единицы Свислочский район и посёлок Свислочь, имеющие общий административный центр, объединены в одну административную единицу — Свислочский район.
Свислочь в разное время посещали Президент Республики Беларусь А. Г. Лукашенко, Патриарх Московский и всея Руси Алексий II.

## Демография
Численность населения — 5 851 человек (на 1 января 2025 года).
В городе проживает 6 098 человек (по состоянию на 1 января 2023 года).
| Численность населения:                                                                          |
| Графики недоступны из-за технических проблем. См. информацию на Фабрикаторе и на mediawiki.org. |

| Год            | 1931  | 1959   | 1970   | 1979   | 1989   | 2006   | 2018   | 2019   | 2020  | 2022   | 2023   | 2024 | 2025   |
| -------------- | ----- | ------ | ------ | ------ | ------ | ------ | ------ | ------ | ----- | ------ | ------ | ---- | ------ |
| Население чел. | 3 731 | ▼2 411 | ▲4 122 | ▲5 851 | ▲8 017 | ▼7 206 | ▼6 426 | ▼6 398 | 6 400 | ▼6 266 | ▼6 098 |      | ▼5 851 |

## Экономика
Промышленность района представлена тремя предприятиями:
- Производственный участок «Свислочская фабрика лозовой мебели» ОАО «Гроднопромстрой»
- Свислочское унитарное коммунальное предприятие бытового обслуживания населения (УКП «Бытобслуживания)»
- Свислочское районное унитарное предприятие жилищно-коммунального хозяйства

Торговая сеть района насчитывает 104 стационарных объектов розничной торговли торговой площадью 7,2 тыс.кв.м. и 8 киосков индивидуальных предпринимателей.

## Связь
В городе находится узлы электросвязи и почтовой связи. На окраине города находится Свислочская радиотелевизионная передающая станция (РТПС) с башней высотой 168 метров.
C 21 мая 2010 года на РТПС введён в эксплуатацию цифровой передатчик DVB-T для эфирной трансляции программ: Беларусь 1, Беларусь 2, Беларусь 3, ОНТ, СТВ, НТВ-Беларусь, РТР-Беларусь, Мир в цифровом пакете на частоте 21 ТВК мощностью 2,0 кВт. Расчетный радиус зоны обслуживания передатчика составляет 46 км. Ведётся коммерческая трансляция других телеканалов в стандарте DVB-T2.
Также в аналоговом формате вещают 6 радиостанций: «Радио Столица» (частота 94,2 МГц и 68,72 МГц), «Радиус FM» (частота 96,7 МГц), «Радиоканал Культура» (частота 98,9 МГц и 66,08 МГц), «Радиостанция Беларусь» (частота 100,8 МГц), «Радио Гродно» (частота 104,4 МГц), «Первый Национальный канал Белорусского радио» (частота 105,9 МГц).
Публичный доступ в Интернет осуществляется в ПКП Белтелеком. Беспроводной широкополосной доступ в Интернет в городе осуществляется по технологии Wi-Fi (точки доступа BELTELECOM и byfly WIFI). Также возможен проводной доступ в Интернет по технологиям ADSL и Dial-Up. Также, в некоторых домах существует возможность пользоваться высокоскоростным Интернетом (до 100 Мбит/сек) посредством технологии GPON (через оптоволокно).
Мобильная связь в городе представлена операторами А1, МТС, life:). У абонентов А1 и МТС есть возможность пользоваться технологией 3G (UMTS).

## Здравоохранение
Учреждение здравоохранения «Свислочская центральная районная больница» оказывает квалифицированную медицинскую помощь населению Свислочского района. Первичную медицинскую помощь оказывают районная поликлиника и пункт скорой и неотложной помощи.

## Спорт
В городе находится стадион, несколько спортивных площадок, хоккейная площадка. Регулярно проводятся различного рода спортивные мероприятия.
С 1963 года в районе функционирует спортивная школа с тремя отделениями: волейбол, настольный теннис, вольная борьба. За всё время своего существования она подготовила более 130 спортсменов 1 разряда, 87 учащихся выполнили нормы кандидата в мастера спорта, 41 спортсмен выполнили норматив Мастера спорта.

## Образование

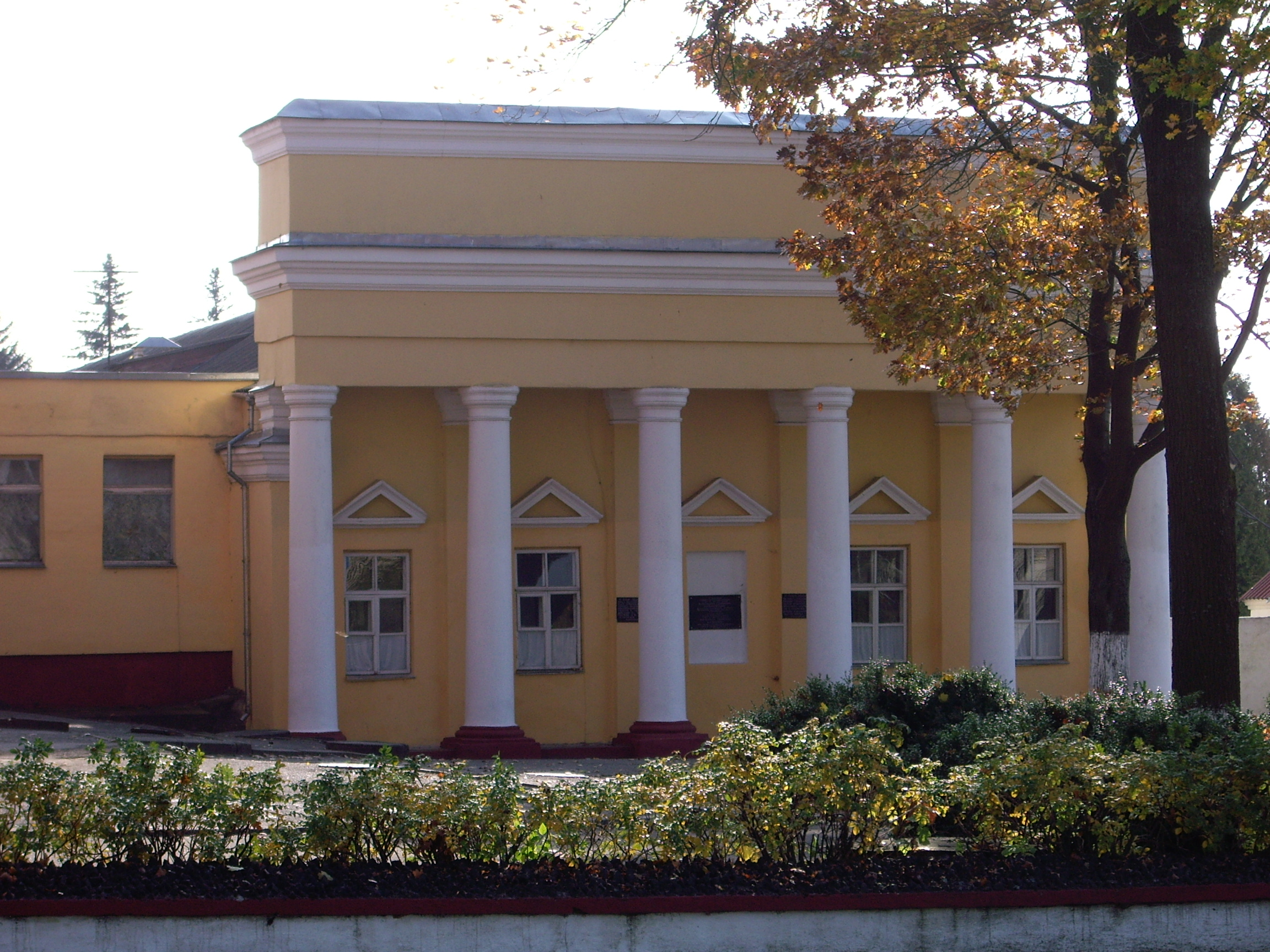
Здание гимназии

Образовательная система города представлена 2 учреждениями дошкольного образования, общеобразовательной школой (ГУО «Средняя школа № 2 имени Н. П. Массонова г. Свислочь»), гимназией (ГУО «Гимназия № 1 имени К. Калиновского г. Свислочь»), детской-юношеской школой искусств, центром творчества детей и молодёжи, спортивной детско-юношеской школой олимпийского резерва, центром коррекционно-развивающего обучения и реабилитации.

## Туризм
Отсутствие в Свислочи крупных промышленных предприятий и близость Национального парка «Беловежская пуща» делает город привлекательным для туристов. Через город проходят туристические маршруты от Беловежской пущи.
На базе районного Дома культуры работает районный информационно-туристический центр, где можно получить нужную информацию в области туризма.

## Еврорегион «Беловежская пуща»
Наряду с Каменецким и Пружанским районами Брестской области Беларуси и Хайнувским поветом Польши Свислочский район с 2002 года входит в еврорегион «Беловежская пуща».
Еврорегион «Беловежская пуща» выражает стремление к дружественному взаимовыгодному трансграничному сотрудничеству на территории Беларуси и Польши, где находится уникальный комплекс реликтовых лесов Беловежской пущи.

## Культура
- Учреждение культуры «Свислочский историко-краеведческий музей»[20]. Функционирует с августа 1979 года. Располагается «Уголок природы», где каждый может познакомиться с животным миром окружающих лесов, а также три экспозиционных зала, каждый из них рассказывает про определённый период истории Свислоччины. В 2016 году в музее насчитывалось 7,9 тыс. музейных предметов основного фонда. В 2016 году музей посетили 10,1 тыс. человек (по этому показателю музей занимает 12-е место в Гродненской области).
- Районный Дом культуры — центр культурной жизни города и района. Здесь работают[21]:
  - Народный фольклорный коллектив «Крыниченька» (бел. «Крынічанька»)
  - Народный хор ветеранов труда «Сузорье» (рус. «Созвездие»)
  - Народный театр «Памфлет»
  - Образцовый танцевальный коллектив «Улыбка» и др.
- Библиотеки (городская, районная и детская)
- Дом ремёсел

Также в школах города расположены Музей хлеба (средняя школа № 2 имени Н. П. Массонова), Музей истории гимназии (Гимназия № 1 имени К. Калиновского).

## События и мероприятия
- В 2017 году прошёл областной фестиваль «Дажынкi»[22]
- 20 августа 2022 года — первый каравай-фест «Бацькава булка»[23]
- 19 августа 2023 года — второй каравай-фест «Бацькава булка»[24]

## Достопримечательность
- Здание Свислочской гимназии (1802—1803) —  Историко-культурная ценность Республики Беларусь, шифр 412Г000469
- Свислочский парк, заложенный Винцентом Тышкевичем
- Здание синагоги XIX—XX веков (Кинотеатр «Звезда»)
- Историческая застройка (кон. XIX — 1-я пол. XX вв.; фрагменты)
- Хозяйственные постройки XIX—XX веков
- Парк при бывшей усадьбе Тышкевичей (XVIII в.)
- Обсаженный деревьями фрагмент Екатерининского тракта (Москва-Варшава)
- Площадь, на которой проходили ярмарки
- Еврейское кладбище
- Свято-Крестовоздвиженская церковь
- Храм Рождества Пресвятой Богородицы
- Костёл Святого Франциска Ассизского
- Теле-радио передающий центр

### Памятник, скульптура
- Памятник Ромуальду Траугутту (открыт в 1928 году на средства жителей)
- Памятник Кастусю Калиновскому —  Историко-культурная ценность Республики Беларусь, шифр 412Д000471
- Памятник Владимиру Ленину
- Памятник Иосифу Сталину
- Памятный знак на месте гибели Н. П. Массонова. Установлен 17 июля 2006 года[25]. Автор — скульптор Ричард Груша.
- Братская могила советских воинов и партизан[26]
- Памятник воинам, погибшим при освобождении города
- Памятник погибшим воинам-афганцам Свислочи
- Мемориальный комплекс «Богатырь» («Асiлак»)[27]
- 20-метровый обелиск со шпилем (Графский шпиль)
- Бюст Н. П. Массонова (17 июля 2023)[28]. Скульптор Владимир Пантелеев, архитектор Борис Шмыга.

### Утраченное наследие
- Часовня Ангелов-Хранителей (XIX в.)
- Костёл Пресвятой Троицы (1966)
- Усадьба Тышкевичей (XVII в.)

## Галерея

Панорама
Здание больницы
Памятник И. Сталину
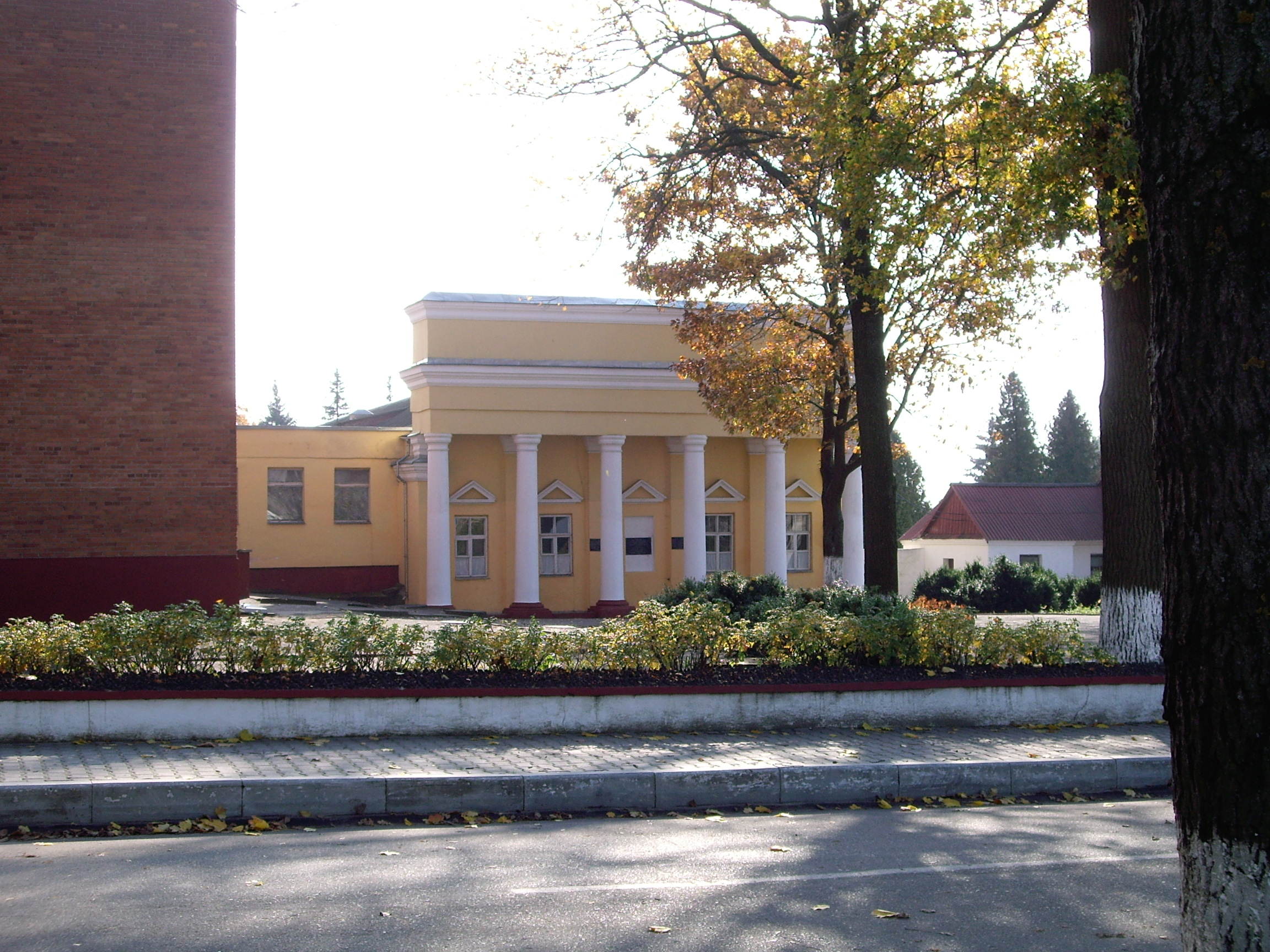
Здание гимназии
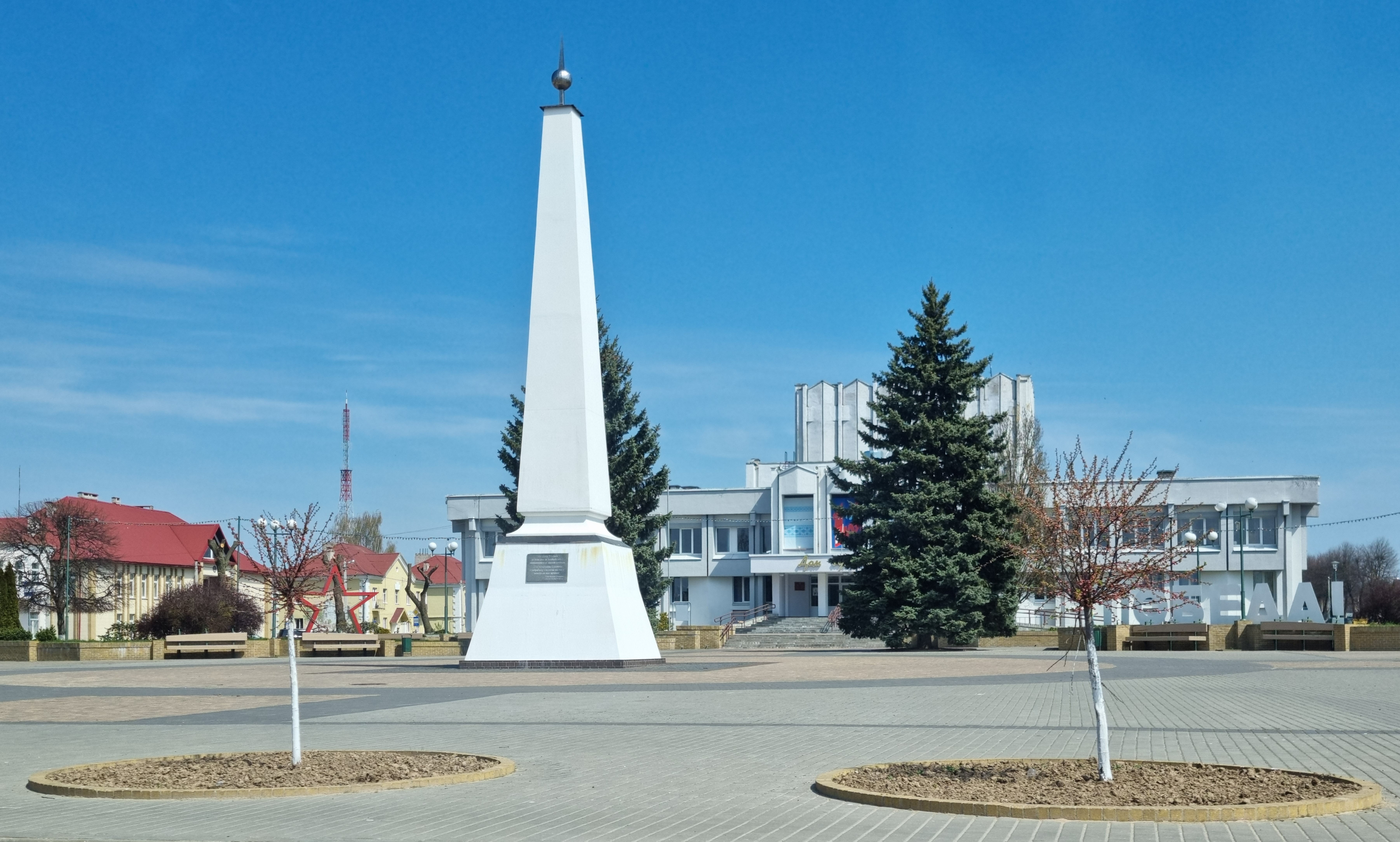
Графский шпиль
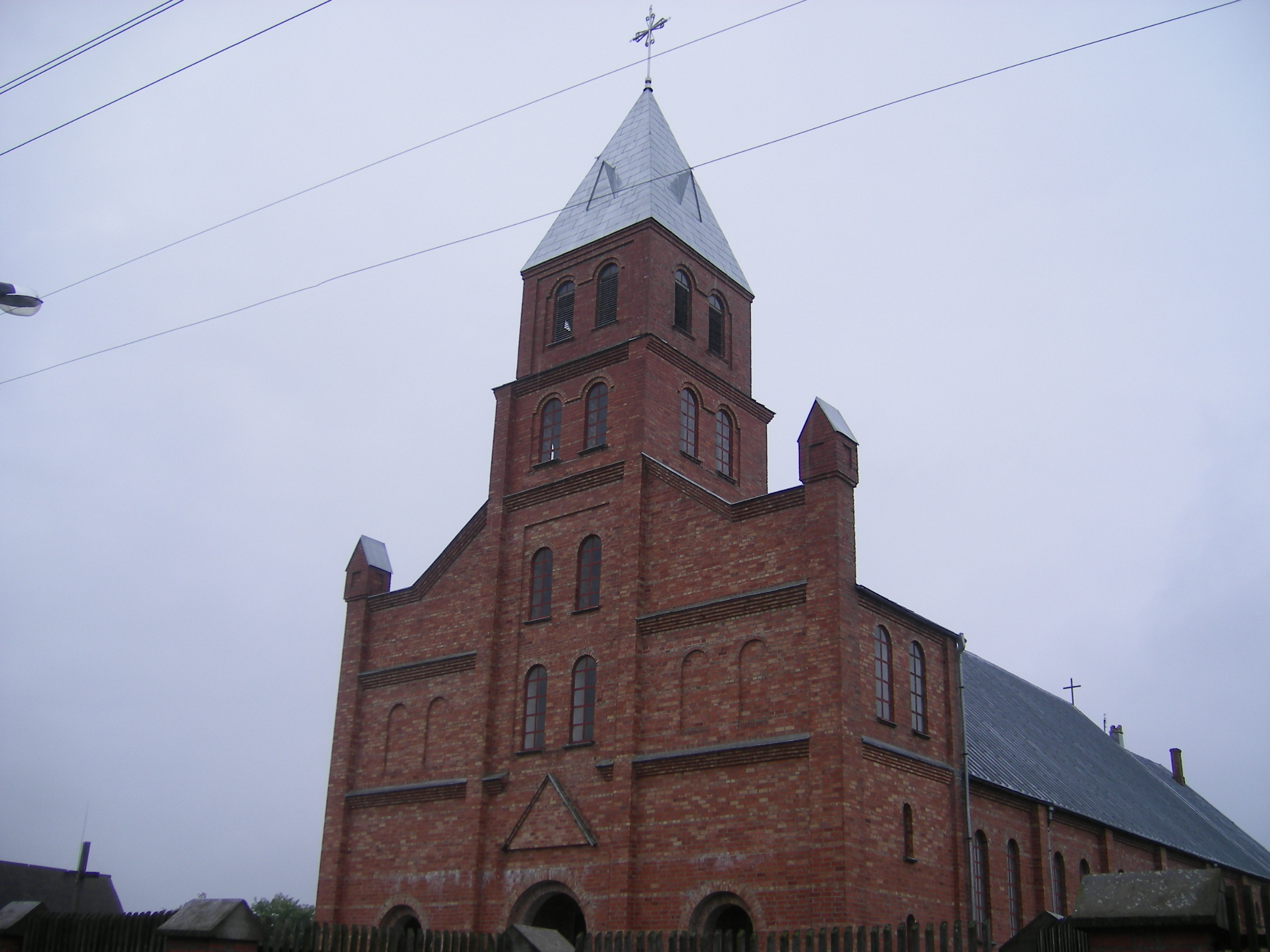
Костёл Св. Франциска Ассизского
Памятник К. Калиновскому
Панорама
Панорама
Панорама
Памятник
Памятник В. Ленину
Памятник Р. Траугутту
Памятник

## Средства массовой информации
В городе издаётся «Свіслацкая газета» на русском и белорусском языках. Также в FM-диапазоне работает районное радио.